# Fjöldammen
Fjöldammen är en sjö i Nora kommun i Västmanland och ingår i Norrströms huvudavrinningsområde.